# Оценка Чернова
Оценка Чернова даёт экспоненциально убывающие оценки вероятности больших отклонений сумм независимых случайных величин.
Эти оценки являются более точными, чем оценки, полученные с использованием первых или вторых моментов, такие как неравенство Маркова или неравенство Чебышёва, которые дают лишь степенной закон убывания.
Вместе с тем оценка Чернова требует, чтобы случайные величины были независимы в совокупности — условие, которое ни неравенство Маркова, ни неравенство Чебышёва не требуют, хотя неравенство Чебышёва требует попарную независимость случайных величин.
Оценка Чернова имеет отношение к неравенствам Бернштейна и неравенству Хёфдинга, которые ей исторически предшествуют.

## Основной случай
Основной случай оценки Чернова для случайной величины {\displaystyle X} достигается применением неравенства Маркова к etX . Для каждого {\displaystyle t>0}
{\displaystyle P(X\geq a)=P(e^{t\cdot X}\geq e^{t\cdot a})\leq {\frac {\mathrm {E} \left[e^{t\cdot X}\right]}{e^{t\cdot a}}}.}
Когда X является суммой n случайных величин X1, ... ,Xn, для любого {\displaystyle t>0}
{\displaystyle P(X\geq a)\leq e^{-ta}\mathrm {E} \left[\prod _{i}e^{t\cdot X_{i}}\right].}
В частности, оптимизируя по t и предполагая, что Xi  независимы, мы получаем
{\displaystyle P(X\geq a)\leq \min _{t>0}e^{-ta}\prod _{i}\mathrm {E} \left[e^{tX_{i}}\right].} (1)
Аналогично
{\displaystyle P(X\leq a)=P\left(e^{-tX}\geq e^{-ta}\right)}
и, таким образом,
{\displaystyle P(X\leq a)\leq \min _{t>0}e^{ta}\prod _{i}\mathrm {E} \left[e^{-tX_{i}}\right].}
Конкретные значения оценок Чернова получаются вычислением {\displaystyle \mathrm {E} \left[e^{-t\cdot X_{i}}\right]}для конкретных величин {\displaystyle X_{i}}.

## Пример
Пусть X1, ..., Xn — независимые случайные величины Бернулли, сумма которых X, и каждая равна 1 с вероятностью {\displaystyle p>0.5}. Для переменной Бернулли верно:
{\displaystyle \mathrm {E} \left[e^{t\cdot X_{i}}\right]=(1-p)e^{0}+pe^{t}=1+p(e^{t}-1)\leq e^{p(e^{t}-1)},}
следовательно,
{\displaystyle \mathrm {E} \left[e^{t\cdot X}\right]\leq e^{n\cdot p(e^{t}-1)}.}
Для всякого {\displaystyle \delta >0} при {\displaystyle t=\ln(1+\delta )>0} и {\displaystyle a=(1+\delta )np} получаем
{\displaystyle \mathrm {E} \left[e^{t\cdot X}\right]\leq e^{\delta np}}  ,  {\displaystyle e^{-ta}={\frac {1}{(1+\delta )^{(1+\delta )np}}},}
и общий случай оценки Чернова даёт:64
{\displaystyle P[X\geq (1+\delta )np]\leq {\frac {e^{\delta np}}{(1+\delta )^{(1+\delta )np}}}=\left[{\frac {e^{\delta }}{(1+\delta )^{1+\delta }}}\right]^{np}.}
Вероятность одновременного свершения более чем n/2 событий {Xk = 1}  в точности равна:
{\displaystyle P\left[X>{n \over 2}\right]=\sum _{i=\lfloor {\tfrac {n}{2}}\rfloor +1}^{n}{\binom {n}{i}}p^{i}(1-p)^{n-i}.}
Нижнюю оценку этой вероятности можно вычислить с помощью неравенства Чернова: 
{\displaystyle P\left[X>{n \over 2}\right]\geq 1-e^{-{\frac {1}{2p}}n\left(p-{\frac {1}{2}}\right)^{2}}.}
В самом деле, обозначая μ = np, мы получаем мультипликативную форму оценки Чернова (см. ниже или Corollary 13.3 in Sinclair's class notes):
{\displaystyle {\begin{aligned}P\left(X\leq \left\lfloor {\tfrac {n}{2}}\right\rfloor \right)&=P\left(X\leq \left(1-\left(1-{\tfrac {1}{2p}}\right)\right)\mu \right)\\&\leq e^{-{\frac {\mu }{2}}\left(1-{\frac {1}{2p}}\right)^{2}}\\&=e^{-{\frac {n}{2p}}\left(p-{\frac {1}{2}}\right)^{2}.}\end{aligned}}}
Этот результат допускает разнообразные обобщения, как отмечено ниже.
Можно отметить несколько форм оценок Чернова: исходную аддитивную форму (даёт оценку для абсолютной ошибки) или более практичную мультипликативную форму (ограничивает ошибку по отношению к среднему).

## Аддитивная форма (оценка для абсолютной ошибки)
Следующая Теорема была доказана Василием Хёфдингом.
Теорема Чернова — Хёфдинга. Пусть X1, ..., Xn — независимые одинаково распределённые случайные величины, принимающие значения {0, 1}.
Положим p = E[X] и ε > 0. Тогда
{\displaystyle {\begin{aligned}P\left({\frac {1}{n}}\sum X_{i}\geq p+\varepsilon \right)\leq \left(\left({\frac {p}{p+\varepsilon }}\right)^{p+\varepsilon }{\left({\frac {1-p}{1-p-\varepsilon }}\right)}^{1-p-\varepsilon }\right)^{n}&=e^{-D(p+\varepsilon \parallel p)n},\\P\left({\frac {1}{n}}\sum X_{i}\leq p-\varepsilon \right)\leq \left(\left({\frac {p}{p-\varepsilon }}\right)^{p-\varepsilon }{\left({\frac {1-p}{1-p+\varepsilon }}\right)}^{1-p+\varepsilon }\right)^{n}&=e^{-D(p-\varepsilon \parallel p)n},\end{aligned}}}
где
{\displaystyle D(x\parallel y)=x\ln {\frac {x}{y}}+(1-x)\ln \left({\frac {1-x}{1-y}}\right).}
Это расхождение Кульбака — Лейблера между случайными величинами, имеющими бернуллиево распределение с параметрами x и y соответственно. Если p ≥ 1/2, то
{\displaystyle P\left(\sum X_{i}>np+x\right)\leq \exp \left(-{\frac {x^{2}}{2np(1-p)}}\right).}
Более простая оценка получается ослаблением этой теоремы, используя неравенство D(p + ε || p) ≥ 2ε2, которое следует из выпуклости D(p + ε || p) и того факта, что
{\displaystyle {\frac {d^{2}}{d\varepsilon ^{2}}}D(p+\varepsilon \parallel p)={\frac {1}{(p+\varepsilon )(1-p-\varepsilon )}}\geq 4={\frac {d^{2}}{d\varepsilon ^{2}}}(2\varepsilon ^{2}).}
Этот результат является частным случаем неравенства Хёфдинга.
В некоторых случаях используются оценки
{\displaystyle {\begin{aligned}D((1+x)p\parallel p)\geq {\frac {1}{4}}x^{2}p,&&&{-{\tfrac {1}{2}}}\leq x\leq {\tfrac {1}{2}},\\[6pt]D(x\parallel y)\geq {\frac {3(x-y)^{2}}{2(2y+x)}},\\[6pt]D(x\parallel y)\geq {\frac {(x-y)^{2}}{2y}},&&&x\leq y,\\[6pt]D(x\parallel y)\geq {\frac {(x-y)^{2}}{2x}},&&&x\geq y\end{aligned}}}
более сильные при p < 1/8.

## Мультипликативная форма (оценка для относительной ошибки)
Мультипликативная оценка Чернова. Пусть X1, ..., Xn — независимые случайные величины, принимающие значения {0, 1}. Их сумму обозначим X, математическое ожидание этой суммы обозначим μ. Тогда для всякого {\displaystyle \delta \geq 0}
{\displaystyle P(X\geq (1+\delta )\mu )\leq \left({\frac {e^{\delta }}{(1+\delta )^{1+\delta }}}\right)^{\mu }.}
Аналогичным образом можно показать, что для любого  {\displaystyle 0<\delta <1,}
{\displaystyle P(X\leq (1-\delta )\mu )\leq \left({\frac {e^{-\delta }}{(1-\delta )^{1-\delta }}}\right)^{\mu }.}
На практике вышеприведённая формула часто оказывается громоздкой, поэтому используются более слабые, но удобные оценки 
{\displaystyle P(X\leq (1-\delta )\mu )\leq e^{-{\frac {\delta ^{2}\mu }{2}}},\qquad 0<\delta <1,}
{\displaystyle P(X\geq (1+\delta )\mu )\leq e^{-{\frac {\delta ^{2}\mu }{2+\delta }}},\qquad 0\leq \delta ,}
которые получаются с помощью неравенства {\displaystyle {\frac {2\delta }{2+\delta }}\leq \ln(1+\delta )} из списка логарифмических неравенств. Или ещё более слабое неравенство 
{\displaystyle P(X\geq (1+\delta )\mu )\leq e^{-{\frac {\delta ^{2}\mu }{3}}},\qquad 0<\delta \leq 1.}

## Приложения
Оценки Чернова имеют приложения в уравновешивании множеств и маршрутизации пакетов в разреженных сетях.
Проблема уравновешения множества возникает при проектировании статистического эксперимента. Как правило, при проектировании статистического эксперимента с заданными в этом эксперименте свойствами участников нам необходимо разделить участников на две непересекающиеся группы так, чтобы каждое свойство было, насколько это возможно, сбалансировано между двумя группами. См. также информацию в Probability and Computing: Randomized Algorithms and Probabilistic Analysis Архивная копия от 16 апреля 2021 на Wayback Machine. 
Оценки Чернова также используются для достижения жестких границ в задачах маршрутизации с использованием перестановок. Это уменьшает перегруженность при маршрутизации в разреженных сетях. См. подробнее в Probability and Computing: Randomized Algorithms and Probabilistic Analysis Архивная копия от 16 апреля 2021 на Wayback Machine.  
Также оценки Чернова находят применение в теории вычислительного обучения для доказательства того, что обучающий алгоритм аппроксимационно по вероятности корректен. То есть с высокой вероятностью этот алгоритм имеет малую ошибку на достаточно большом наборе тренировочных данных.
Оценки Чернова могут быть эффективно использованы для оценки "уровня робастности" приложения/алгоритма посредством исследования его пространства возмущений при помощи рандомизации.

## Матричная оценка
Рудольф Альсведе и Андреас Винтер использовали оценки Чернова для случайных величин с матричными значениями. Следующую версию неравенства можно найти в работе Троппа.
Пусть M1, ..., Mt — случайные величины с матричными значениями такие, что {\displaystyle M_{i}\in \mathbb {C} ^{d_{1}\times d_{2}}} и {\displaystyle \mathbb {E} [M_{i}]=0}. Обозначим {\displaystyle \lVert M\rVert } оператор нормы матрицы {\displaystyle M}. Если неравенство {\displaystyle \lVert M_{i}\rVert \leq \gamma } почти наверное выполнено для всех {\displaystyle i\in \{1,\ldots ,t\}}, то для каждого ε > 0
{\displaystyle P\left(\left\|{\frac {1}{t}}\sum _{i=1}^{t}M_{i}\right\|>\varepsilon \right)\leq (d_{1}+d_{2})\exp \left(-{\frac {3\varepsilon ^{2}t}{8\gamma ^{2}}}\right).}
Чтобы заключить, что отклонение от 0 ограничено величиной ε с высокой вероятностью, нам нужно выбрать {\displaystyle t} (количество образцов) пропорциональным логарифму {\displaystyle d_{1}+d_{2}}. В общем случае зависимость от {\displaystyle \ln(\min(d_{1},d_{2}))} неочевидна: например, возьмём диагональную случайную матрицу знаков размерности {\displaystyle d\times d}. Оператор нормы суммы {\displaystyle t}  независимых образцов является в точности максимальным отклонением среди {\displaystyle d} независимых случайных блужданий длины {\displaystyle t}.
Для того, чтобы достичь фиксированную границу максимального отклонения с постоянной вероятностью, {\displaystyle t} должно логарифмически возрастать вместе с {\displaystyle d}.
Следующая теорема получена в предположении, что {\displaystyle M} имеет низкий ранг, для того, чтобы избежать зависимости от размерности. 

### Теорема без зависимости от размерности
Пусть 0 < ε < 1 и {\displaystyle M} ─ случайная симметрическая вещественная матрица с {\displaystyle \|\mathrm {E} [M]\|\leq 1} и {\displaystyle \|M\|\leq \gamma } почти наверное. Предположим, что каждый элемент носителя {\displaystyle M} имеет ранг самое большее {\displaystyle r}. Положим 
{\displaystyle t=\Omega \left({\frac {\gamma \ln(\gamma /\varepsilon ^{2})}{\varepsilon ^{2}}}\right).}
Если {\displaystyle r\leq t} почти наверное, то
{\displaystyle P\left(\left\|{\frac {1}{t}}\sum _{i=1}^{t}M_{i}-\mathrm {E} [M]\right\|>\varepsilon \right)\leq {\frac {1}{\mathbf {poly} (t)}},}
где M1, ..., Mt — это независимые одинаково распределенные копии {\displaystyle M}.

### Теорема для не полностью случайных матриц
Анкит Гарг, Инь Тат Ли, Чжао Сонг и Нихил Шривастава получили оценки типа Чернова для сумм матричнозначных случайных величин, семплированных с помощью случайного блуждания экспандера.  
Расмус Кинг и Чжао Сонг получили оценки типа Чернова для сумм матриц лапласианов случайных деревьев.

## Вариант семплинга
Следующий вариант оценки Чернова можно использовать для оценки вероятности того, что большинство популяции станет в выборке меньшинством и наоборот.
Предположим, имеется общая популяция {\displaystyle A} и подпопуляция {\displaystyle B\subseteq A}. Обозначим относительный размер подпопуляции ({\displaystyle |B|/|A|}) через {\displaystyle r}.
Допустим, мы выбираем целое кисло {\displaystyle k} и случайную выборку {\displaystyle S\subset A} размера {\displaystyle k}. Обозначим относительный размер подпопуляции ({\displaystyle |B\cap S|/|S|}) через {\displaystyle r_{S}}.
Тогда для каждой доли {\displaystyle d\in [0,1]}:   
{\displaystyle P\left(r_{S}<(1-d)\cdot r\right)<\exp \left(-r\cdot d^{2}\cdot k/2\right).}
В частности, если {\displaystyle B} ─ это большинство в {\displaystyle A} (то есть, {\displaystyle r>0.5}), то мы можем оценить сверху вероятность того, что {\displaystyle B} останется большинством в {\displaystyle S(r_{S}>0.5),} взяв {\displaystyle d=1-{\frac {1}{2r}}}:
{\displaystyle P\left(r_{S}>0.5\right)>1-\exp \left(-r\cdot \left(1-{\frac {1}{2r}}\right)^{2}\cdot k/2\right).}
Эта оценка, разумеется, не является точной.
Например, если {\displaystyle r=0.5}, то мы получаем тривиальную оценку {\displaystyle P>0}.

## Доказательства

### Теорема Чернова-Хёфдинга (аддитивная форма)
Пусть q = p + ε. Взяв a = nq в формуле (1), получаем:
{\displaystyle P\left({\frac {1}{n}}\sum X_{i}\geq q\right)\leq \inf _{t>0}{\frac {E\left[\prod e^{tX_{i}}\right]}{e^{tnq}}}=\inf _{t>0}\left({\frac {E\left[e^{tX_{i}}\right]}{e^{tq}}}\right)^{n}.}
Теперь, зная что Pr(Xi = 1) = p, Pr(Xi = 0) = 1 − p, имеем
{\displaystyle \left({\frac {\mathrm {E} \left[e^{tX_{i}}\right]}{e^{tq}}}\right)^{n}=\left({\frac {pe^{t}+(1-p)}{e^{tq}}}\right)^{n}=\left(pe^{(1-q)t}+(1-p)e^{-qt}\right)^{n}.}
Таким образом, мы можем легко вычислить минимум, используя технику дифференцирования:
{\displaystyle {\frac {d}{dt}}\left(pe^{(1-q)t}+(1-p)e^{-qt}\right)=(1-q)pe^{(1-q)t}-q(1-p)e^{-qt}.}
Приравнивая полученное выражение к нулю и разрешая уравнение относительно {\displaystyle t}, получаем
{\displaystyle {\begin{aligned}(1-q)pe^{(1-q)t}&=q(1-p)e^{-qt}\\(1-q)pe^{t}&=q(1-p)\end{aligned}}}
так что
{\displaystyle e^{t}={\frac {(1-p)q}{(1-q)p}}.}
Следовательно,
{\displaystyle t=\ln \left({\frac {(1-p)q}{(1-q)p}}\right).}
Поскольку q = p + ε > p, то мы видим, что  t > 0, так что наша оценка удовлетворяется по t. Получив t, мы можем вернуться в предыдущие уравнения и найти
{\displaystyle {\begin{aligned}\ln \left(pe^{(1-q)t}+(1-p)e^{-qt}\right)&=\ln \left(e^{-qt}(1-p+pe^{t})\right)\\&=\ln \left(e^{-q\ln \left({\frac {(1-p)q}{(1-q)p}}\right)}\right)+\ln \left(1-p+pe^{\ln \left({\frac {1-p}{1-q}}\right)}e^{\ln {\frac {q}{p}}}\right)\\&=-q\ln {\frac {1-p}{1-q}}-q\ln {\frac {q}{p}}+\ln \left(1-p+p\left({\frac {1-p}{1-q}}\right){\frac {q}{p}}\right)\\&=-q\ln {\frac {1-p}{1-q}}-q\ln {\frac {q}{p}}+\ln \left({\frac {(1-p)(1-q)}{1-q}}+{\frac {(1-p)q}{1-q}}\right)\\&=-q\ln {\frac {q}{p}}+\left(-q\ln {\frac {1-p}{1-q}}+\ln {\frac {1-p}{1-q}}\right)\\&=-q\ln {\frac {q}{p}}+(1-q)\ln {\frac {1-p}{1-q}}\\&=-D(q\parallel p).\end{aligned}}}
Теперь мы имеем желаемый результат, поскольку
{\displaystyle P\left({\tfrac {1}{n}}\sum X_{i}\geq p+\varepsilon \right)\leq e^{-D(p+\varepsilon \parallel p)n}.}
Для завершения доказательства в симметрическом случае мы попросту определим случайную величину Yi = 1 − Xi, применим к ней точно такое же доказательство и присоединим результат к нашей оценке.

### Мультипликативная форма
Положим Pr(Xi = 1) = pi. Согласно формуле (1),
{\displaystyle {\begin{aligned}P(X\geq (1+\delta )\mu )&\leq \inf _{t>0}{\frac {\operatorname {E} \left[\prod _{i=1}^{n}e^{tX_{i}}\right]}{e^{t(1+\delta )\mu }}}\\[4pt]&=\inf _{t>0}{\frac {\prod _{i=1}^{n}\operatorname {E} \left[e^{tX_{i}}\right]}{e^{t(1+\delta )\mu }}}\\[4pt]&=\inf _{t>0}{\frac {\prod _{i=1}^{n}\left[p_{i}e^{t}+(1-p_{i})\right]}{e^{t(1+\delta )\mu }}}.\end{aligned}}}
Третья строчка следует из того, что {\displaystyle e^{tX_{i}}} принимает значение et с вероятностью pi и значение 1 с вероятностью 1 − pi. Это идентично вычислениям выше в доказательстве аддитивной формы.
Переписав {\displaystyle p_{i}e^{t}+(1-p_{i})} как {\displaystyle p_{i}(e^{t}-1)+1} и вспомнив, что {\displaystyle 1+x\leq e^{x}} (если x > 0, то неравенство строгое), мы положим {\displaystyle x=p_{i}(e^{t}-1)}. Тот же результат можно получить, напрямую заменяя a в уравнении для оценки Чернова на  (1 + δ)μ.
Таким образом,
{\displaystyle P(X\geq (1+\delta )\mu )\leq {\frac {\prod _{i=1}^{n}e^{p_{i}(e^{t}-1)}}{e^{t(1+\delta )\mu }}}={\frac {e^{\left((e^{t}-1)\sum _{i=1}^{n}p_{i}\right)}}{e^{t(1+\delta )\mu }}}={\frac {e^{(e^{t}-1)\mu }}{e^{t(1+\delta )\mu }}}.}
Если мы просто положим t = ln(1 + δ), так что t > 0 для δ > 0, то сможем подставить это в последнее выражение и найти
{\displaystyle {\frac {e^{(e^{t}-1)\mu }}{e^{t(1+\delta )\mu }}}={\frac {e^{(1+\delta -1)\mu }}{(1+\delta )^{(1+\delta )\mu }}}=\left[{\frac {e^{\delta }}{(1+\delta )^{(1+\delta )}}}\right]^{\mu }},
что и требовалось доказать.

## Дальнейшее чтение
- Chernoff, H. (1952). A Measure of Asymptotic Efficiency for Tests of a Hypothesis Based on the sum of Observations. Annals of Mathematical Statistics[англ.]. 23 (4): 493–507. doi:10.1214/aoms/1177729330. JSTOR 2236576. MR 0057518. Zbl 0048.11804.
- Chernoff, H. (1981). A Note on an Inequality Involving the Normal Distribution. Annals of Probability[англ.]. 9 (3): 533–535. doi:10.1214/aop/1176994428. JSTOR 2243541. MR 0614640. Zbl 0457.60014.
- Hagerup, T.; Rüb, C. (1990). A guided tour of Chernoff bounds. Information Processing Letters[англ.]. 33 (6): 305. doi:10.1016/0020-0190(90)90214-I.
- Nielsen, F. (2011). Chernoff information of exponential families. arXiv:1102.2684 [cs.IT].